# David Rock
David Rock (nacido el 8 de abril de 1945) es un historiador británico especializado en historia latinoamericana y argentina que actualmente se desempeña en la Universidad de California en Santa Bárbara.

## Obra
- Rock, David (2002), State Building and Political Movements in Argentina, 1860-1916, Stanford, CA: Stanford University Press.
- Rock, David, ed. (1994), Latin America in the 1940s. War and Post War Transitions, Berkeley: University of California Press.
- Rock, David (1992), Authoritarian Argentina. The Nationalist Movement: Its History and its Impact, Berkeley: University of California Press.
- Rock, David (1987), Argentina, 1516-1987. From Spanish Colonization to Alfonsín, Berkeley: University of California Press, ISBN 978-0-520-06178-1.
- Rock, David (1975), Politics in Argentina, 1890-1930. The Rise and Fall of Radicalism, Cambridge: Cambridge University Press.